# Grupo Artículo 24 por la Educación Inclusiva
Grupo Artículo 24 por la Educación inclusiva es una Coalición para la defensa de los derechos humanos respecto a la inclusión de las personas con discapacidad en una educación igualitaria. De esta Coalición participan más de 150 organizaciones de la sociedad civil con representación a lo largo del territorio argentino, entre las cuales se encuentran agrupaciones como la Asociación Civil por la Igualdad y la Justicia, SERPAJ y CELS.

## Historia
Grupo Artículo 24 por la Educación inclusiva es una red de Organizaciones de la Sociedad Civil que se inicia en el año 2012 con 5 organizaciones. Surge a partir de organizaciones de personas con discapacidad y familiares que  se unieron a Organizaciones de Derechos Humanos,  y a organizaciones vinculadas a la promoción social de los Derechos Humanos. Como primera acción las organizaciones nucleadas firmaban una Declaración de Principios para reclamar la adecuación de las resoluciones Consejo Federal de Educación de la República Argentina en base a políticas públicas de educación inclusiva para todas las personas con discapacidad.  
En 2020 son más de 150 organizaciones, a lo largo de toda la República Argentina, unidas por esta Declaración de Principios basada en la Convención sobre los Derechos de las Personas con Discapacidad, que propone como eje garantizar el goce del ejercicio del derecho a la educación para todas las personas con especial interés en las personas con discapacidad comprometiendo así a los estados firmantes según lo establece su artículo 24, de allí el nombre de la Coalición.

## Aportes
La Coalición impulsa proyectos para lograr un sistema de educación inclusiva con la participación activa de la sociedad civil. El trabajo de la Coalición articula  la normativa y los protocolos de acción - acordes a los estándares internacionales -  que respondan a las necesidades locales, en línea con la Convención sobre los Derechos de las Personas con Discapacidad. La Coalición interviene en los casos donde no se cumple con la obligación de las distintas jurisdicciones de ajustar sus normativas y prácticas a los lineamientos internacionales. Tienen como objetivo que se cumpla con la Resolución 311/16 de “Promoción, acreditación, certificación y titulación de estudiantes con discapacidad”, aprobada por el Consejo Federal de Educación en diciembre de 2016.
Además Grupo Art. 24 por la Educación Inclusiva produjo materiales que fueron incorporados para el fortalecimiento de políticas públicas tanto en el Gobierno de la Ciudad de Buenos Aires. en la Provincia de Neuquén, como en el de la  Provincia de Buenos Aires.

## Publicaciones
- Manual de educación inclusiva CABA “Educación inclusiva y de calidad. Un derecho de todos” (2017)[8]
- Manual para acompañar trayectorias inclusivas escolares en  la provincia de Neuquén. "Educación inclusiva y de calidad. Un derecho de todos." (2018)[9]
- Manual de educación inclusiva para la provincia de Buenos Aires "Educación inclusiva y de calidad. Un derecho de todos" (2019)[10]